# Marie-Agnès de Gaulle
Marie-Agnès de Gaulle (Parigi, 27 maggio 1889 – Boulogne-Billancourt, 25 marzo 1982) è stata una partigiana francese, sorella maggiore di Charles de Gaulle.

## Biografia

### Resistenza
Durante la prima guerra mondiale, fu responsabile dell'evacuazione di suo fratello, l'allora tenente de Gaulle, ferito a Dinant il 15 agosto 1914 dopo aver sferrato un attacco alle trincee nemiche.
Durante la seconda guerra mondiale, rispose all'appello del 18 giugno 1940 lanciato dal fratello aderendo rapidamente alla Resistenza francese. Marie-Agnès de Gaulle fu arrestata con il marito nel 1943 e incarcerata per quattordici mesi nel carcere di Fresnes, poi deportata a Bad Godesberg, un distaccamento del campo di concentramento di Buchenwald dove fu deportato suo marito. Quattro membri della famiglia de Gaulle erano allora in mano ai tedeschi e Heinrich Himmler, vedendo incombere la sconfitta, propose addirittura uno scambio allo stesso de Gaulle, da quest'ultimo ignorato.
Verso la fine delle ostilità, nell'aprile 1945, Marie-Agnès de Gaulle sarà trasferita in Tirolo al castello di Itter in condizioni di detenzione incommensurabili a quelle dei campi, dove diverse personalità francesi di alto rango come Paul Reynaud, Édouard Daladier, i generali Weygand e Gamelin, Jean Borotra o il colonnello de La Rocque sono detenute dal 1943. I prigionieri furono liberati dalle truppe americane il 5 maggio 1945.

### Vita privata
Il 18 gennaio 1910, Marie-Agnès Caroline Julie de Gaulle sposò a Parigi, Alfred Cailliau (Tournai, 7 agosto 1877 – 1967), ingegnere belga. Con suo marito ebbe sette figli: Joseph nel 1910, Marie-Thérèse nel 1912, Michel nel 1913, Henri nel 1915, Charles nel 1916, Pierre nel 1921 e infine Denys nel 1929.
Marie-Agnès de Gaulle perde uno dei suoi figli, Charles (1916-1940), caduto sul fronte vicino a Charleroi il 10 maggio 1940, altri due figli, il maggiore Henri (nato nel 1915) e Pierre, si unirono alle Forze francesi libere e il quarto, Michel Cailliau, prigioniero di guerra, fuggito nel 1942, creò una rete di resistenza. Ha scritto un libro di ricordi personali sulla sua famiglia nel 1970, principalmente per i suoi figli e nipoti.

### Morte
È sepolta con i suoi genitori nel cimitero di Sainte-Adresse (Senna Marittima).